# مضمار سباق الخيل الروماني في صور
يُعد مضمار سباق الخيل الروماني في صور من أحد مواقع التراث العالمي التابعة لمنظمة اليونسكو ويقع في مدينة صور في جنوب لبنان حيث يرجع تاريخه إلى القرن الثاني الميلادي. ذكرّ كتاب "Expositio totius mundi et gentium" (وصف للعالم وشعوبه) الذي ألفه كاتب مجهول في النصف الثاني من القرن الرابع، مضمار سباق صور كواحداً من أفضل خمسة مضامير سباق في بلاد الشام في حديثه عن حلبات السباق في الإمبراطورية الرومانية.

## موقعه
أُقيم المضمار بشكل متوازي إلى جنوب مقبرة (البص) في صور ويبلغ طوله 480 متراً وعرضه 90 متراً متخذاً شكل حدوة حصان ويتسع لعشرين ألف متفرج كانوا يتجمعون لمشاهدة رياضة تحدى الموت في سباق عربات الخيل.

## وصفه
يُعد المكان واحداً من أكبر وأفضل حلبات سباق الخيل الرومانية من نوعها في الإمبراطورية الرومانية. يعلو رواق طويل فوق قسم مقاعد المضمار المسمى «كافيا» (طوق متدرج من المقاعد) التي مازالت محتفظة بحالة جيدة. كما بالإمكان رؤية مقصورات خط البداية وأجزاء من القطاع الأوسط (سابينا) إضافة إلى مَسلة مُقامة عليها. تتميز نهاية كل مسار بأعمدة حجرية لنقاط الانعطافات (ميتاي) ما تزال على حالتها. وكان على سائقو العربات أن يدوروا حول هذه الحلقة سبع مرات. كان الدوران عند نقاط الانعطاف (ميتاي) بأقصى سرعة الجزء الأكثر خطورة في السباق وغالباً ما كان ينتج عنه حوادث درامية.

## ألعاب صور
على الرغم من أن سباق الخيل خُصصّ في المقام الأول لسباقات العربات، فقد اُستُخدمّ أيضاً في أنواع أخرى من الألعاب الرياضية، ومن المحتمل أنه كان يجرى فيه الاحتفال على الأقل ببعض أحداث ألعاب صور في هذا المكان. وربما كان المكان الذي تعرض فيه المسيحيون للتنكيل حتى الموت أثناء عصر اظطهاد دقلديانوس.

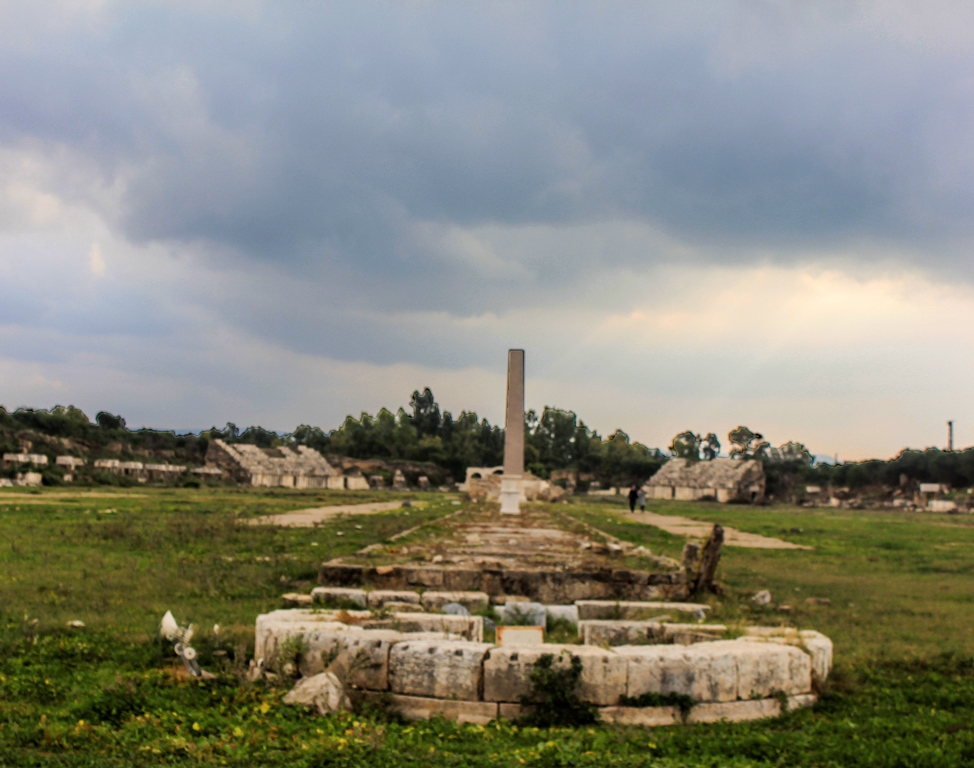
نقطة الانعطاف والقطاع الأوسط تتوسطه المسلة
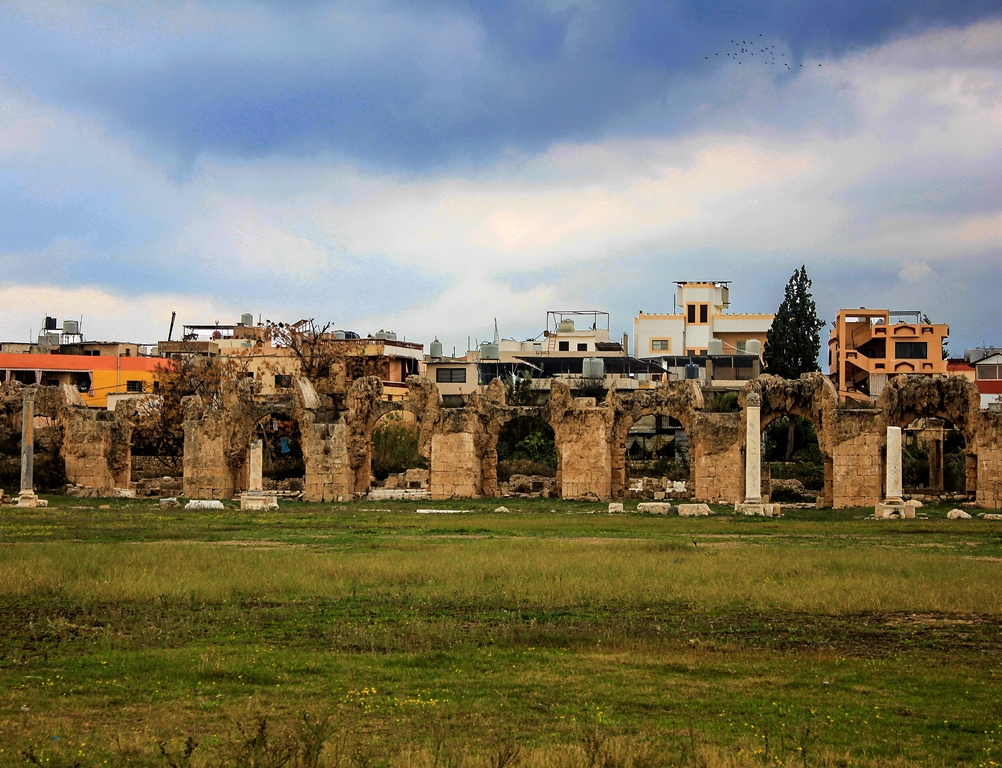
مقصورات البداية
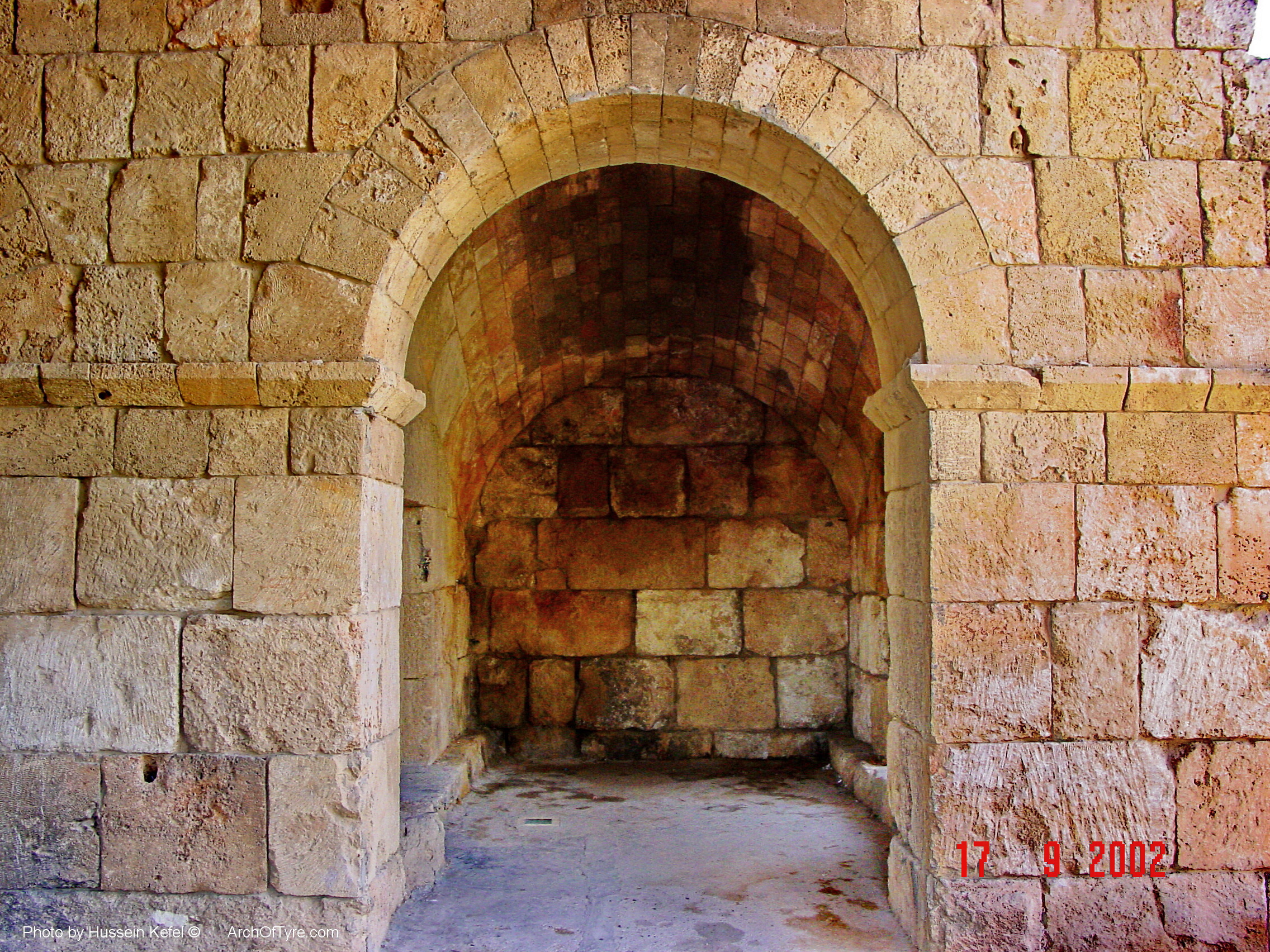
قوس تحت مقاعد ميدان سباق الخيل